# Winnigstedt
Winnigstedt là một đô thị ở huyện Wolfenbüttel, trong bang Niedersachsen, nước Đức. Đô thị Winnigstedt có diện tích 12,05 km².